# نزلة تونة
قرية نزلة تونة هي إحدى القرى التابعة لمركز ملوى بمحافظة المنيا في جمهورية مصر العربية. حسب إحصاءات سنة 2006، بلغ إجمالي السكان في نزلة تونة 5764 نسمة، منهم 3053 رجلا و2711 امرأة.